# Asura duplicata
Asura duplicata är en fjärilsart som beskrevs av Niewenhs. 1948. Asura duplicata ingår i släktet Asura och familjen björnspinnare. Inga underarter finns listade i Catalogue of Life.